# Roger MacBride Allen
Pour les articles homonymes, voir MacBride et Allen.
Œuvres principales
- La Trilogie corellienne
- La trilogie de Caliban

Roger MacBride Allen,  né le 26 septembre 1957 à Bridgeport dans le Connecticut, est un auteur américain de science-fiction.

## Œuvres

### SérieAllies and Aliens
1. (en) The Torch of Honor, 1985
2. (en) Rogue Powers, 1986

### SérieCrisis of Empire
1. (en) The War Machine, 1989Écrit avec David Drake.

### SérieHunted Earth
1. (en) The Ring of Charon, 1990
2. (en) The Shattered Sphere, 1994

### SérieLa trilogie de Caliban
1. Le Robot Caliban, J'ai lu, 1993 ((en) Isaac Asimov's Caliban, 1993)
2. Inferno, J'ai lu, 1994 ((en) Isaac Asimov's Inferno, 1994)
3. Utopia, J'ai lu, 1996 ((en) Isaac Asimov's Utopia, 1996)

### SérieOut of Time
1. (en) The Game of Worlds, 1999

### SérieChronicles of Solace
1. (en) The Depths of Time, 2000
2. (en) The Ocean of Years, 2000
3. (en) The Shores of Tomorrow, 2003

### SérieBSI Starside
1. (en) The Cause of Death, 2006
2. (en) Death Sentence, 2007
3. (en) Final Inquiries, 2008

### UniversStar Wars

#### SérieLa Trilogie corellienne
1. Traquenard sur Corellia, Pocket, coll. « Science-fiction » no 5661, 1997 ((en) Ambush at Corellia, 1995)  (ISBN 2-266-07529-2)Réédition, Fleuve noir, coll. « Star Wars » no 19, 1999 (ISBN 2-265-06801-2)
2. Assaut sur Selonia, Pocket, coll. « Science-fiction » no 5662, 1997 ((en) Assault at Selonia, 1995)  (ISBN 2-266-07528-4)Réédition, Fleuve noir, coll. « Star Wars » no 20, 1999 (ISBN 2-265-06800-4)
3. Bras de fer sur Centerpoint, Pocket, coll. « Science-fiction » no 5663, 1997 ((en) Showdown at Centerpoint, 1995)  (ISBN 2-266-07527-6)Réédition, Fleuve noir, coll. « Star Wars » no 21, 1999 (ISBN 2-265-06799-7)

### Romans indépendants
- (en) Orphan of Creation, 1988
- (en) Farside Cannon, 1988
- (en) Supernova, 1991Écrit avec Eric Kotani.
- L'Homme modulaire, J'ai lu, 1994 ((en) The Modular Man, 1992)Le roman comprend un essai d'Isaac Asimov intitulé Robot intelligents et Organismes cybernétiques (Intelligent Robots and Cybernetic Organisms)